# World Padel Tour 2019
 (novembre 2023).
La mise en forme du texte ne suit pas les recommandations de Wikipédia : il faut le « wikifier ».
Les points d'amélioration suivants sont les cas les plus fréquents :
- Les titres sont pré-formatés par le logiciel. Ils ne sont ni en capitales, ni en gras.
- Le texte ne doit pas être écrit en capitales (les noms de famille non plus), ni en gras, ni en italique, ni en « petit »…
- Le gras n'est utilisé que pour surligner le titre de l'article dans l'introduction, une seule fois.
- L'italique est rarement utilisé : mots en langue étrangère, titres d'œuvres, noms de bateaux, etc.
- Les citations ne sont pas en italique mais en corps de texte normal. Elles sont entourées par des guillemets français : « et ».
- Les listes à puces sont à éviter, des paragraphes rédigés étant largement préférés. Les tableaux sont à réserver à la présentation de données structurées (résultats, etc.).
- Les appels de note de bas de page (petits chiffres en exposant, introduits par l'outil «  Source ») sont à placer entre la fin de phrase et le point final[comme ça].
- Les liens internes (vers d'autres articles de Wikipédia) sont à choisir avec parcimonie. Créez des liens vers des articles approfondissant le sujet. Les termes génériques sans rapport avec le sujet sont à éviter, ainsi que les répétitions de liens vers un même terme.
- Les liens externes sont à placer uniquement dans une section « Liens externes », à la fin de l'article. Ces liens sont à choisir avec parcimonie suivant les règles définies. Si un lien sert de source à l'article, son insertion dans le texte est à faire par les notes de bas de page.
- La présentation des références doit suivre les conventions bibliographiques. Il est recommandé d'utiliser les modèles {{Ouvrage}}, {{Chapitre}}, {{Article}}, {{Lien web}} et/ou {{Bibliographie}}. Le mode d'édition visuel peut mettre en forme automatiquement les références.
- Insérer une infobox (cadre d'informations à droite) n'est pas obligatoire pour parachever la mise en page.

Pour une aide détaillée, merci de consulter Aide:Wikification.
Si vous pensez que ces points ont été résolus, vous pouvez retirer ce bandeau et améliorer la mise en forme d'un autre article.
Navigation
World Padel Tour 2018 World Padel Tour 2020
Le World Padel Tour 2019 est la septième édition du circuit professionnel de padel World Padel Tour. Cette édition s'est déroulée tout au long de l'année 2019, regroupant 21 tournois de catégories masculines et féminines dans 7 pays, en faisant jusqu'alors l'édition la plus internationale du circuit.

## Calendrier
Les tournois se partagent en trois catégories, répartissant de manière différente les points :
- Master

- Open

- Challenger
A la fin de l'année se déroule le Master Final, réunissant les 16 meilleurs joueurs et joueuses de l’année au classement Race du WPT.
Concernant les nouveautés de cette édition 2019, le circuit propose des tournois à Marbella, Logroño, Vigo et Minorque au niveau espagnol, et de nouveaux tournois internationaux à Sao Paulo et à Mexico. Un tournoi était également prévu à Londres, mais a finalement été annulé.
Habituellement organisé à Madrid, le Master Final aura lieu pour cette saison 2019 à Barcelone, au Palau Sant Jordi.
Le calendrier de l'année 2019 est le suivant :
| Tournoi                   | Ville          | Pays      | Dates                       | Ref    |
| ------------------------- | -------------- | --------- | --------------------------- | ------ |
| Marbella Master           | Marbella       | Espagne   | 19 mars - 24 mars           | [ 5 ]  |
| Logroño Open              | Logroño        | Espagne   | 9 avril - 14 avril          | [ 6 ]  |
| Alicante Open             | Alicante       | Espagne   | 23 avril - 28 avril         | [ 7 ]  |
| Vigo Open                 | Vigo           | Espagne   | 7 mai - 12 mai              | [ 8 ]  |
| Jaén Open                 | Jaén           | Espagne   | 21 mai - 26 mai             | [ 9 ]  |
| Buenos Aires Master       | Buenos Aires   | Argentine | 4 juin - 9 juin             | [ 10 ] |
| Valladolid Master         | Valladolid     | Espagne   | 18 juin - 23 juin           | [ 11 ] |
| Swedish Open              | Båstad         | Suède     | 25 juin - 30 juin           | [ 12 ] |
| València Open             | Valence        | Espagne   | 9 juillet - 14 juillet      | [ 13 ] |
| Mijas Open                | Mijas          | Espagne   | 6 août - 11 août            | [ 14 ] |
| Madrid Master             | Madrid         | Espagne   | 3 septembre - 8 septembre   | [ 15 ] |
| Outeiro de Rei Challenger | Outeiro de Rei | Espagne   | 9 septembre - 15 septembre  | [ 16 ] |
| Portugal Master           | Cascais        | Portugal  | 17 septembre - 22 septembre | [ 17 ] |
| Paris Challenger          | Paris          | France    | 30 septembre - 6 octobre    | [ 18 ] |
| Menorca Open              | Port Mahon     | Espagne   | 8 octobre - 15 octobre      | [ 19 ] |
| San Javier Challenger     | San Javier     | Espagne   | 20 octobre - 27 octobre     | [ 20 ] |
| Santander Women Open      | Santander      | Espagne   | 29 octobre - 3 novembre     | [ 21 ] |
| Córdoba Open              | Cordoue        | Espagne   | 12 novembre - 17 novembre   | [ 22 ] |
| São Paulo Open            | São Paulo      | Brésil    | 19 novembre - 24 novembre   | [ 23 ] |
| Mexico Open               | Mexico         | Mexique   | 26 novembre - 1er décembre  | [ 24 ] |
| Barcelona Master Final    | Barcelone      | Espagne   | 12 décembre - 15 décembre   | [ 25 ] |

## Résultats

### Compétition masculine
| Master       |
| Open         |
| Challenger   |
| Master Final |

| Tournoi                | Vainqueurs                                | Finalistes                             | Résultat                      | Refs.                         |
| ---------------------- | ----------------------------------------- | -------------------------------------- | ----------------------------- | ----------------------------- |
| Marbella               | Sanyo Gutiérrez Maxi Sánchez              | Paquito Navarro Juan Lebrón            | 6-1 / 7-6                     | [ 26 ]                        |
| Logroño                | Sanyo Gutiérrez Maxi Sánchez              | Paquito Navarro Juan Lebrón            | 7-6 / 7-6                     | [ 27 ]                        |
| Alicante               | Paquito Navarro Juan Lebrón               | Fernando Belasteguín Pablo Lima        | 3-6 / 7-6 / 6-2               | [ 28 ]                        |
| Vigo                   | Sanyo Gutiérrez Maxi Sánchez              | Paquito Navarro Juan Lebrón            | 6-3 / 6-4                     | [ 29 ]                        |
| Jaén                   | Paquito Navarro Juan Lebrón               | Sanyo Gutiérrez Maxi Sánchez           | 7-5 / 6-4                     | [ 30 ]                        |
| Buenos Aires           | Alejandro Galán Juani Mieres              | Fernando Belasteguín Pablo Lima        | 5-5, blessure                 | [ 31 ]                        |
| Valladolid             | Paquito Navarro Juan Lebrón               | Alejandro Galán Juani Mieres           | 6-7 / 6-4 / 6-4               | [ 32 ]                        |
| Bastad                 | Paquito Navarro Juan Lebrón               | Matías Díaz Franco Stupaczuk           | 6-3 / 7-6                     | [ 33 ]                        |
| Valence                | Alejandro Galán Pablo Lima                | Agustín Gómez Silingo Adrián Allemandi | 6-7 / 7-5 / 6-3               | [ 34 ]                        |
| Mijas                  | Alejandro Galán Pablo Lima                | Jorge Nieto Javier Rico                | 7-6 / 6-4                     | [ 35 ]                        |
| Madrid                 | Fernando Belasteguín Agustín Tapia        | Sanyo Gutiérrez Maxi Sánchez           | 6-4 / 6-4                     | [ 36 ]                        |
| Outeiro de Rei         | Pablo Lijó Santos Álvaro Cepero Rodríguez | Martín Sánchez Alejandro Ruiz          | 4-6 / 6-4 / 7-5               | [ 37 ]                        |
| Cascais                | Alejandro Galán Pablo Lima                | Juan Tello Federico Chingotto          | 6-4 / 6-4                     | [ 38 ]                        |
| Paris                  | Luciano Capra Lucas Campagnolo            | Martín Sánchez Alejandro Ruiz          | 6-1 / 6-2                     | [ 39 ]                        |
| Minorque               | Sanyo Gutiérrez Maxi Sánchez              | Javi Ruiz Uri Botello                  | 6-4 / 6-3                     | [ 40 ]                        |
| San Javier             | Jorge Nieto Javier Rico                   | Ramiro Moyano Juan Cruz Belluati López | 6-4 / 6-4                     | [ 41 ]                        |
| Santander WOpen        | Tournoi exclusivement féminin             | Tournoi exclusivement féminin          | Tournoi exclusivement féminin | Tournoi exclusivement féminin |
| Cordoue                | Matías Díaz Franco Stupaczuk              | Paquito Navarro Juan Lebrón            | 6-3 / 6-3                     | [ 42 ]                        |
| São Paulo              | Paquito Navarro Juan Lebrón               | Javi Ruiz Uri Botello                  | 6-3 / 6-2                     | [ 43 ]                        |
| Mexico                 | Sanyo Gutiérrez Maxi Sánchez              | Paquito Navarro Juan Lebrón            | 7-6 / 6-2                     | [ 44 ]                        |
| Barcelone Master Final | Alejandro Galán Pablo Lima                | Fernando Belasteguín Agustín Tapia     | 7-6 / 6-3                     | [ 45 ]                        |

### Compétition féminine
| Master       |
| Open         |
| Challenger   |
| Master Final |

| Tournoi                | Vainqueurs                                | Finalistes                                | Résultat                       | Refs.                          |
| ---------------------- | ----------------------------------------- | ----------------------------------------- | ------------------------------ | ------------------------------ |
| Marbella               | Marta Marrero Marta Ortega                | Alejandra Salazar Ariana Sánchez          | 4-6 / 6-1 / 6-4                | [ 46 ]                         |
| Logroño                | Marta Marrero Marta Ortega                | Alejandra Salazar Ariana Sánchez          | 4-6 / 7-5 / 6-3                | [ 47 ]                         |
| Alicante               | Alejandra Salazar Ariana Sánchez          | Majo Sánchez Alayeto Delfina Brea         | 6-2 / 7-5                      | [ 48 ]                         |
| Vigo                   | Marta Marrero Marta Ortega                | Gemma Triay Lucía Sainz                   | 6-2 / 6-2                      | [ 49 ]                         |
| Jaén                   | Alejandra Salazar Ariana Sánchez          | Marta Marrero Marta Ortega                | 7-5 / 2-6 / 7-5                | [ 50 ]                         |
| Buenos Aires           | Tournoi exclusivement masculin            | Tournoi exclusivement masculin            | Tournoi exclusivement masculin | Tournoi exclusivement masculin |
| Valladolid             | Alejandra Salazar Ariana Sánchez          | Marta Marrero Marta Ortega                | 5-7 / 6-1 / 6-4                | [ 51 ]                         |
| Båstad                 | Marta Marrero Marta Ortega                | Ana Catarina Nogueira Paula Josemaría     | 6-2 / 6-1                      | [ 52 ]                         |
| Valence                | Marta Marrero Marta Ortega                | Alejandra Salazar Ariana Sánchez          | 6-3 / 6-2                      | [ 53 ]                         |
| Mijas                  | Alejandra Salazar Ariana Sánchez          | Ana Catarina Nogueira Paula Josemaría     | 6-3 / 6-4                      | [ 54 ]                         |
| Madrid                 | Ana Catarina Nogueira Paula Josemaría     | Elisabeth Amatriaín Patricia Llaguno      | 6-4 / 6-3                      | [ 55 ]                         |
| Outeiro de Rei         | Tournoi exclusivement masculin            | Tournoi exclusivement masculin            | Tournoi exclusivement masculin | Tournoi exclusivement masculin |
| Cascais                | Marta Marrero Marta Ortega                | Alejandra Salazar Ariana Sánchez          | 7-5 / 6-3                      | [ 56 ]                         |
| Paris                  | Delfina Brea Beatriz González             | Carolina Navarro Cecilia Reiter           | 0-6 / 6-3 / 6-2                | [ 39 ]                         |
| Minorque               | Mapi Sánchez Alayeto Majo Sánchez Alayeto | Alejandra Salazar Ariana Sánchez          | 5-7 / 7-6 / 6-1                | [ 57 ]                         |
| San Javier             | Delfina Brea Beatriz González             | Carolina Navarro Cecilia Reiter           | 6-2 / 6-4                      | [ 41 ]                         |
| Santander WOpen        | Gemma Triay Lucía Sainz                   | Mapi Sánchez Alayeto Majo Sánchez Alayeto | 6-2 / 6-7 / 6-4                | [ 58 ]                         |
| Cordoue                | Marta Marrero Marta Ortega                | Elisabeth Amatriaín Patricia Llaguno      | 6-2 / 6-0                      | [ 59 ]                         |
| São Paulo              | Tournoi exclusivement masculin            | Tournoi exclusivement masculin            | Tournoi exclusivement masculin | Tournoi exclusivement masculin |
| México                 | Tournoi exclusivement masculin            | Tournoi exclusivement masculin            | Tournoi exclusivement masculin | Tournoi exclusivement masculin |
| Barcelone Master Final | Alejandra Salazar Ariana Sánchez          | Marta Marrero Marta Ortega                | 7-5 / 3-6 / 7-6                | [ 60 ]                         |

## Classement final
Ci-dessous les classements du circuit World Padel Tour à la fin de la saison 2019, après le dernier tournoi.

### Classement individuel masculin
| N.º | Nom                  | Points |
| --- | -------------------- | ------ |
| 1   | Paquito Navarro      | 10.860 |
| 1   | Juan Lebrón          | 10.860 |
| 3   | Sanyo Gutiérrez      | 9.640  |
| 3   | Maxi Sánchez         | 9.640  |
| 5   | Alejandro Galán      | 9.390  |
| 6   | Pablo Lima           | 8.470  |
| 7   | Fernando Belasteguín | 7.135  |
| 8   | Franco Stupaczuk     | 5.075  |
| 9   | Matías Díaz          | 4.870  |
| 10  | Agustín Tapia        | 4.830  |
| 11  | Juani Mieres         | 4.820  |
| 12  | Javier Ruiz          | 4.700  |
| 12  | Uri Botello          | 4.700  |
| 14  | Federico Chingotto   | 4.085  |
| 14  | Juan Tello           | 4.085  |

### Classement individuel féminin
| N.º | Nom                   | Points |
| --- | --------------------- | ------ |
| 1   | Marta Marrero         | 11.710 |
| 1   | Marta Ortega          | 11.710 |
| 3   | Alejandra Salazar     | 9.960  |
| 3   | Ariana Sánchez        | 9.960  |
| 5   | Majo Sánchez Alayeto  | 6.320  |
| 6   | Ana Catarina Nogueira | 5.820  |
| 6   | Paula Josemaría       | 5.820  |
| 8   | Gemma Triay           | 5.140  |
| 8   | Lucía Sainz           | 5.140  |
| 10  | Elisabet Amatriaín    | 5.100  |
| 10  | Patricia Llaguno      | 5.100  |
| 12  | Delfina Brea          | 4.840  |
| 13  | Beatriz González      | 2.890  |
| 14  | Mapi Sánchez Alayeto  | 2.880  |
| 15  | Carolina Navarro      | 2.640  |
| 15  | Cecilia Reiter        | 2.640  |